# 김태환 (1942년)
김태환(金泰煥, 1942년 5월 21일 ~ )은 대한민국 정치인이다. 남제주군수, 제주시장을 거쳐 34대이자 마지막 제주도지사이며, 초대 제주특별자치도지사로 재임하였다. 제주도에서 제주특별자치도로 바뀐 뒤 첫 도지사였다.

## 생애
1958년에 전북 전주고등학교에 입학하여 1961년에 제주대학교 법학과를 전공하여 학사학위를 받았으며, 1971년에는 연세대학교 행정대학원을 전공하여 행정학석사학위를 받았다. 그 이후 1964년에 제주시(9급), 1966년에 제주도(9 ~ 7급), 1970년에는 내무부(기획예산담당관실, 주민과, 지도과)를 역임했다. 그 이후 여러 요직을 거쳐 관선 제주시장, 제주도 부지사, 제주도 행정부지사,민선 제주시장이 되고 2004년에는 제34대 제주도지사가 되었다. 이어서 2006년에는 초대 제주특별자치도지사가 되었다. 그는 부인 강경선과의 사이에 슬하 2남 1녀를 두고 있다.
2008년에 김태환 제주특별자치도지사의 공직선거법 위반 관련 압수물을 적법절차에 위반하여 압수한 사건에서 대법원은 종래의 판례를 변경하여 위법수집증거배체법칙을 채택함으로써 압수물의 증거능력을 부정하여 무죄의 선고를 하였다.
2009년 7월 15일 주민소환제 투표가 확정되었고, 8월 6일에 공식 발의되어 직무가 정지되었다. 소환투표는 8월 26일에 실시되었으나, 투표율이 낮아 소환은 실패하였다. 다만 투표 기간에 “투표장에 가지 말라”라고 하여 민주주의를 부정했다는 비판을 받기도 하였다.

## 학력
- 세화초등학교 졸업
- 세화중학교 → 전주북중학교 졸업
- 1961년 전주고등학교 졸업
- 1965년 제주대학교 법학 학사 졸업
- 1973년 연세대학교 행정대학원 행정학 석사 졸업

## 주요 경력
- 1964년 10월 ~ 1965년 12월: 제주시 (9급)
- 1966년 1월 ~ 1970년 4월: 제주도 (9 ~ 7급)
- 1970년 4월 ~ 1976년 10월: 내무부(기획예산담당관실, 주민과, 지도과) (7 · 6급)
- 1976년 10월 ~ 1982년 7월: 내무부(지방행정연수원, 민방위국, 지방발전과, 지도과) (5급)
- 1982년 7월 ~ 1983년 12월: 제주도 기획담당관 (5 · 4급)
- 1983년 12월 ~ 1985년 3월: 제주도 관광개발국장 (4급)
- 1985년 3월 ~ 1988년 2월: 남제주군수 (4급)
- 1988년 2월 ~ 1989년 12월: 제주도 내무국장 (4급)
- 1989년 12월 ~ 1991년 5월: 제주도 기획관리실장 (4급ㆍ3급)
- 1991년 5월 ~ 1994년 12월: 제주시장 (3 · 2급)
- 1995년 1월 ~ 1995년 7월: 제주도 부지사 (2급)
- 1995년 7월 ~ 1997년 3월: 제주도 행정부지사 (2급ㆍ관리관)
- 1997년 3월 ~ 1998년 5월: 대한적십자사제주지사회장
- 1998년 7월 ~ 2004년 5월 6일: 민선2기ㆍ3기 제주시장(새천년민주당)
- 2004년 6월 6일 ~ 2006년 5월 8일: 제34대이자 마지막 제주도지사(무소속-한나라당)
- 2006년 7월 1일 ~  2010년 6월 30일: 초대 제주특별자치도지사(무소속)
- 새누리당
- 자유한국당 탈당

## 포상·서훈
- 도지사표창 2회
- 내무부장관표창 2회
- 1988년: 녹조근정훈장
- 1997년: 대통령표창

## 역대 선거 결과
|  | 60.72% |

|  | 100.00% |

|  | 55.99% |

|  | 42.73% |